# Ladenbergia moritziana
La quina quina (Ladenbergia moritziana) es una especie de árbol de la familia de las rubiáceas, nativa del norte de Colombia y Venezuela, que se encuentra en los bosques entre los 1.500 y 2.200 m de altitud.

## Descripción
Alcanza 15 m de altura. Ramosa, con corteza escamosa grisácea. Hojas opuestas, de 15 a 22 cm de longitud por 7 a 12 cm de anchura, ovaladas u oblongas, con pecíolo de 2 a 4 cm de largo. Inflorescencia terminal corimbiforme en panícula. Flores hermafroditas, con brácteas blancas de 4 cm de longitud; odorífeas.

## Usos
La medicina tradicional le atribuye propiedades como antipirético y para aliviar la malaria, los dolores abdominales y la inflamación de los ganglios.